# 木星への天体衝突

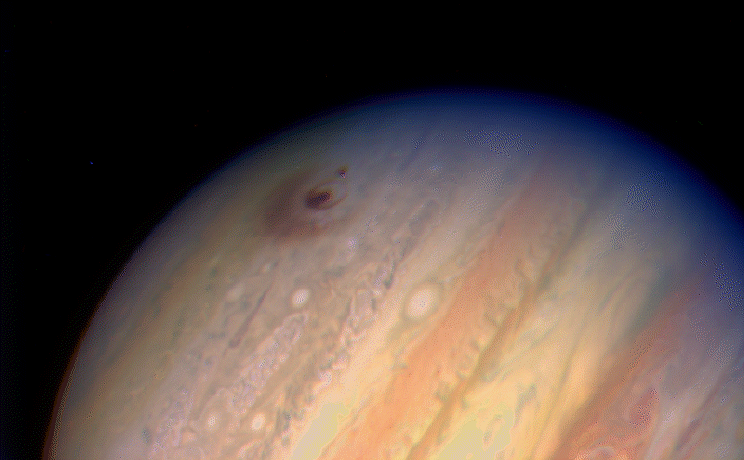
シューメーカー・レヴィ第9彗星G核が衝突した痕跡。直径は12000キロメートルと地球とほぼ同じ大きさである。

木星への天体衝突（もくせいへのてんたいしょうとつ）では、木星に彗星や小惑星のような太陽系小天体が衝突する天文現象について述べる。
太陽系で太陽に次ぐ大質量の天体である木星は、その強い重力により近くを通過する小天体の軌道をしばしば変える。その結果、当該小天体の軌道が木星へと衝突するものになることがある。このようにして生じる木星への天体衝突は、木星の大気の下層部にある物質を上層部へと運ぶこととなり、通常は観測が困難な木星の大気の性質を明らかにしてくれる。また、木星の大気組成そのものにも影響を与えることがある。

## 1690年の衝突
田部一志・渡部潤一らの研究グループは、パリ天文台の図書館に保存されている木星面のスケッチを調査した。スケッチ群は1600年代から1700年代にかけ望遠鏡による観測で記録されたものであったが、そのうち1690年12月頃にジョヴァンニ・カッシーニによって描かれたものの中に、小天体の木星への衝突の痕跡と見られる模様を発見した。スケッチには18日間にわたって模様の変化が記録されており、形状の変化は1994年のシューメーカー・レヴィ第9彗星の衝突（後述）によるものと酷似していたことから、このスケッチも小天体の衝突による痕跡と推定された。
推定の通りシューメーカー・レヴィ第9彗星と同規模の衝突であった場合、カッシーニは現在ほど頻繁に天体の観測が行われていない時代に、数百年に1度というレベルの珍しい天文現象をたまたま観測したこととなる。

## 1994年の衝突

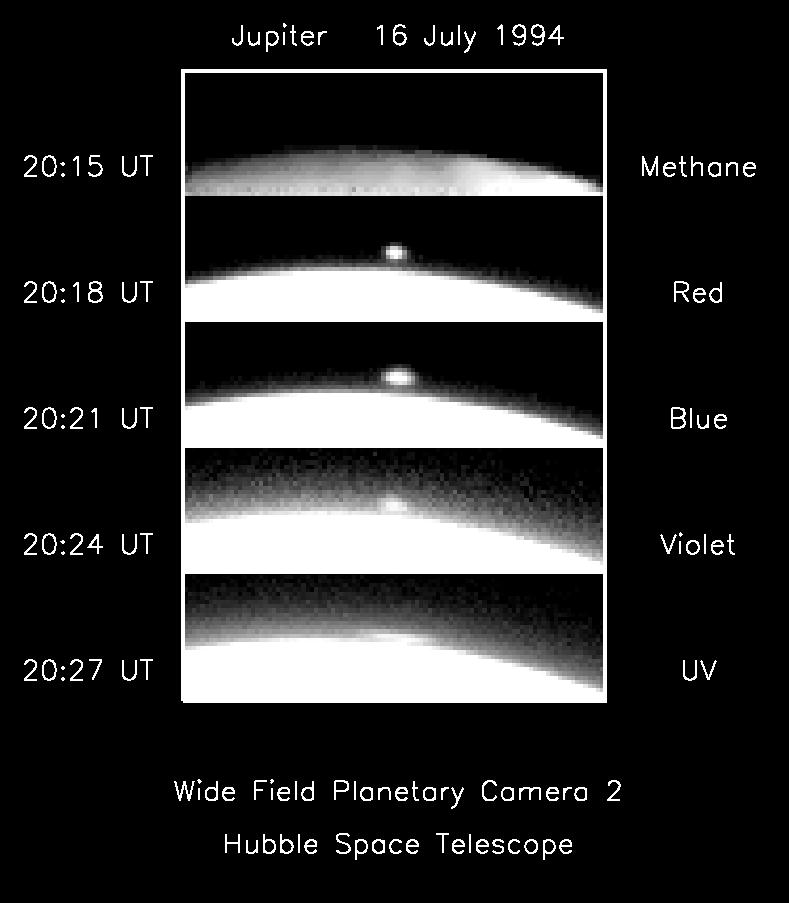
ハッブル宇宙望遠鏡によって撮影された、シューメーカー・レヴィ第9彗星の衝突によって生じた火球の画像。

1993年3月24日、ユージン・シューメーカー、キャロライン・シューメーカー、ディヴィッド・レヴィらによって発見されたシューメーカー・レヴィ第9彗星は、核が棒状に見える不思議な形状をしていた。この形状は見慣れないものであるため、渡辺和郎・円館金らは当初この天体を銀河と勘違いしたほどであった。その後の軌道解析によって、これらは木星の周回軌道に乗っていることが分かった。惑星に小天体が捕獲される事例の観測はこれが初めてであった。また、木星に捕獲されたのは1960年代後半から1970年代初頭にかけてであり、1992年7月7日には木星からわずか7万キロメートルという、木星の半径よりも小さな距離まで接近していたことも判明した。その際にシューメーカー・レヴィ第9彗星はロッシュ限界を突破したため、潮汐力によって少なくとも20個の破片へと分裂した。これによって核が棒状に見えたのである。破片のうち、最小のものはN核の45メートル、最大はL核の1270メートルであった。
その後、中野主一と村松修らによって1994年7月頃に木星に衝突することが予測され、実際に1994年7月16日20時11分のA核の衝突を皮切りとして、同年7月22日8時5分3秒までに、分裂した核が秒速60キロメートルの高速で相次いで木星に衝突した。衝突発生時点での地球の位置から見て、木星の輪郭から数度裏側の位置での出来事であったため、直接観測することは叶わなかったが、衝突時に生じた閃光や、その後木星の自転によって地球側に現れた衝突痕の観測は行えた。最大の衝突痕は同年7月18日7時32分0秒に衝突したG核によるもので、直径1万2千キロメートルという、地球とほぼ同じサイズのダークスポットと、7,500キロメートルにもなるキノコ雲を木星に形成した。このときの爆発力は、地球上の全ての核兵器を1度に爆発させたときに放出されるエネルギーの600倍だった。シューメーカー・レヴィ第9彗星が衝突した際に発生した総合的なエネルギーは、約1.3×1021Jにも達するものであった。
この衝突によって木星大気下層部の物質が上層部へと湧き出ることとなり、二量体の硫黄や二硫化炭素を木星では初めて検出した。また、その量から彗星由来のものとは明らかに異なる大量のアンモニアと硫化水素を検出した。また、二酸化硫黄などの酸素を持つ分子は発見されなかったのは驚きをもって迎えられた。また、大気の上層部に大量の水をもたらしたが、これは木星の成層圏の底にあるコールドトラップを通過できないことから、大気上層部に溜まっている。その量は、衝突の起こった南半球の方が、北半球の2倍から3倍も多いことからも、この水が木星内部あるいは惑星間塵によるものではないことを示している。また、2009年や2010年の小天体の衝突も、温度分布のデータから原因として否定されている。
シューメーカー・レヴィ第9彗星の衝突が起こった当時は、白亜紀の大量絶滅が隕石の衝突によるものであることが判明し、また地球近傍天体の観測技術が向上したことによって毎年30 - 50個の地球近傍天体が発見されていたことにより、地球への天体衝突への対策が真剣に議論されていた時期であった。そしてシューメーカー・レヴィ第9彗星の衝突が起きた直後の第22回国際天文学連合総会において、国際天文学連合と密接な関係を持ちつつ、独立した対策グループであるスペースガード財団が創設されるきっかけとなった。

## 2009年の衝突

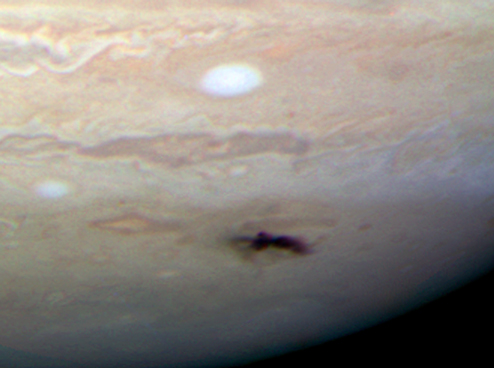
2009年7月23日にハッブル宇宙望遠鏡によって撮影された衝突痕。長さは8000キロメートルにもなる。

Anthony Wesley は、2009年7月19日13時30分と同日14時1分に撮影された木星の表面の画像中に、木星の南極側に長さが8,000キロメートルもある暗い模様が写っていることを発見した。はじめに疑われたのは磁気嵐であるが、観測の結果どの周波数帯の電磁波も放出されていないことがわかった。また、位置や大きさ、運動速度から、木星の衛星の影であることも否定された。このことから、この模様は発見の数日前に衝突した小天体の跡であることが疑われた。
その後、ハッブル宇宙望遠鏡が模様を観測し、シューメーカー・レヴィ第9彗星の観測データと比較した結果、この模様は幅500メートルほどの小惑星による衝突痕であることが示された。この規模の衝突では、ツングースカ大爆発の数千倍ものエネルギーが放出されるが、この程度の大きさの小天体を地球軌道の位置から事前に発見し観測するのは、当該小天体があまりにも暗すぎるので困難である。
紫外線領域で撮影すると、シューメーカー・レヴィ第9彗星の場合は、核が衝突した際に細かい塵が周りに飛び散ってハローを形成していた。しかし2009年の衝突ではハローが観測されていないことから、このケースは軽い粒子をあまり含まない固体の天体、彗星よりむしろ小惑星が衝突した可能性が高いという結論が出された。また、衝突痕が細長い形をしていることから、小惑星は木星表面に対して浅い角度で衝突したと考えられる。このことから、衝突したのは木星と3:2の軌道共鳴をしている小惑星のグループであるヒルダ群に属する小惑星であると考えられている。
発見された時期は、偶然にも15年前にシューメーカー・レヴィ第9彗星が衝突した時期であった。それまでは木星と小天体の衝突は数百年から数千年に1回程度の珍しい現象であると考えられてきたが、2009年の衝突痕の発見により、実際にはこれより頻繁に起こっている可能性が示された。

## 2010年6月の衝突
Anthony Wesley は、木星のライブ画像を見ていた際、2010年6月3日12時31分に木星の表面で発光現象が起きたことに気づいた。Chris Go が、約2秒間継続した同じ発光現象を確認した。発光の継続時間が長いことから、宇宙線による発光ではないことが推定された。
ハッブル宇宙望遠鏡が6月7日に木星の表面を撮影した結果、衝突した天体が爆発したことによって放出された暗い塵を観測することができなかった。1994年と2009年に見られたような暗い衝突痕はこの塵によるものであるが、それが見られないことから衝突した天体は木星の大気上層部で蒸発し、爆発を起こしたり大気下層部まで到達したりはしなかったと推定された。そのためこの発光現象は、天体が超音速で大気を通過した際に生じた超高温に加熱された大気と蒸発した天体の物質によるものと見られている。
衝突した天体は大きさが直径8メートルから13メートルであり、質量は500トンから2000トンと推定されている。また、放出されたエネルギーは (1.8 - 6.0)×1010J である。10メートル程度の大きさの天体の衝突は、地球では10年に1度程度の頻度で発生する現象であるが、木星は1ヶ月に複数回生じていると考えられている。

## 2010年8月の衝突
2010年8月20日18時27分7秒に、立川正之は同年6月に観測された現象と類似した発光現象を木星表面上で発見した。継続時間は2秒未満であった。発見から1日経たないうちにケック望遠鏡が木星の観測を行っているが、6月のときと同じく衝突の痕跡は見られなかった。

## 2012年の衝突
木星の観測を行っていた Dan Petersen は、2012年9月10日11時35分に木星の発光現象を目撃した。Petersen が月惑星研究会のオンラインフォームにその旨を投稿したところ、投稿を見た George Hall が自身の木星の映像の録画を確認し、発光現象が撮影されていることが確認された。
NASAの赤外線望遠鏡施設が近赤外線領域で撮影した木星の画像では、衝突前の9月5日、および衝突後の9月11日の画像で衝突地点に特段の変化は見られず、衝突の痕跡は確認されなかった。このことは事前にカリフォルニア大学バークレー校の Mike Wong によって予言されていた。観測を行った Glenn Orton は、衝突したのは木星族彗星ではないかと主張した。その一方でSETI研究者の Franck Marchis は流れ星のような極めて小さな天体であると主張。また、Spaceweather.com の Tony Phillips は小型の小惑星であると主張した。